# Анабасис Кира

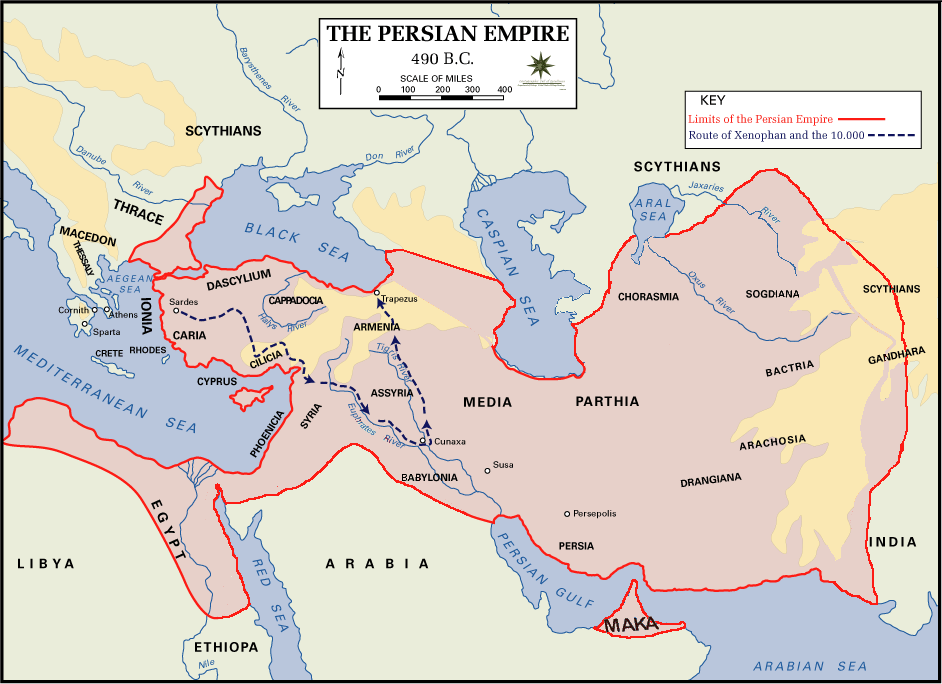
Маршрут десяти тысяч

«Ана́басис» (др.-греч. Ἀνάβασις — букв. «восхождение») или «Поход вглубь страны», известно также как «Отступление десяти тысяч» — самое известное из историко-биографических сочинений Ксенофонта, древнегреческого писателя и историка родом из Афин, в котором он описал поход греческого войска (всего около 11 тыс. гоплитов из Греции и 2 тыс. легких пехотинцев — наёмников персидского царевича Кира Младшего) в Переднюю Азию и после битвы при Кунаксе (401 год до н. э.) последующее отступление оставшихся десяти тысяч греков, под командованием в том числе и самого Ксенофонта, из Месопотамии на север к Трапезунду (совр. Трабзон), а потом в Византий. Весь поход занял год и 3 месяца.
В этом произведении изложен опыт формирования греческой армии на тот период, взаимоотношения солдат и командования, даётся детальное описание маршрута и многочисленных трудностей, выпавших греческим наёмникам.

## Содержание
Войско Кира Младшего в составе греческих наёмников и отрядов местных народов прошли от Сард почти до Вавилона с целью свержения царя Артаксеркса II. В битве при Кунаксе греческие воины на своём фланге одержали победу, но гибель Кира Младшего от копья обычного персидского воина по имени Митридат сделала для сражавшихся за него наёмников их победу бессмысленной.
Потеря руководителя похода оставила нанятых им греческих воинов в центре незнакомой, враждебной страны, а посланники царя предложили им сложить оружие и надеяться на его милость. Но греки отказались сдаться, а стратег Клеарх принял решение пробиваться на родину. Персы предложили грекам провести их из страны. Греки согласились, но вскоре командиры греческого войска были обманным путем схвачены.
Войско решило пробиваться самостоятельно. Новым командующим был выбран Хирисоф, а одним из стратегов избрали самого Ксенофонта. Лишнее имущество было уничтожено. Войско двигалось построенное в каре, с обозом внутри. Но численность обоза и нестроевых достигала численности войска. Движение греческого войска постоянно находилось под ударами царских войск, пропитание добывалось у местного населения.
Наёмники миновали Мидийскую стену и перебрались на восточный берег реки Тигр (2:4), затем они продвигались по области кардухов (4:1), постоянно отбиваясь от преследования местных жителей. Двигаясь далее, они оказались в Армении, где вынуждены были передвигаться по глубоком снегу. Среди солдат было много обмороженных и изможденных, и они снова форсировали Тигр (4:4). Затем эллины вступили в землю таохов и халибов (4:7). Пробираясь на север под руководством Ксенофонта и других стратегов, греки узнали обычаи и нравы народов Армянского нагорья. Средняя скорость войска была 5 парасангов (25 км) в день. Когда взору эллинов открылась наконец водная гладь Понта Эвксинского, они издали восторженный крик Таласса! Таласса! («Море! Море!») — их утомительный и сопряжённый с опасностями переход подошёл к концу.
Затем эллины добрались до эллинского города Трапезунт, который располагался в стране колхов (4:8). Греки отдыхали в нем около месяца. Они также проводили набеги на Колхиду и устраивали спортивные состязания. Совершив вооруженные вылазки в окрестности Трапезунта, греки исчерпали возможности добывания продовольствия. Поэтому они погрузили на захваченные корабли раненых, пожилых, женщин, а сами продолжили путь вдоль побережья на запад. После Трапезунта наёмники за три дня добрались до Керасунта. На смотре войска греки насчитали в своих рядах только 8,6 тысяч воинов (5:3). В самой битве при Кунаксе греки почти не понесли потерь, но последующее отступление погубило треть армии.
Далее эллины через земли моссинойков и халибов попали в Пафлагонию (6:1). Возле Гераклеи часть войска взбунтовалась и потребовала от командования провести набег, чтобы получить добычу. Войско разделилось на 3 отряда, но после тяжелой битвы с фракийцами соединилось вновь. Затем через Византий они вернулись в Европу (7:1). В Византии 400 воинов были схвачены и проданы в рабство. Основная часть армии нанялась служить фригийскому царю Севфу. Два месяца греки воевали за расширение его владений. Не получив обещанное жалование, они покинули его и влились в греческое войско в начавшейся войне Спарты с Персией.

## Публикация
Сочинение Ксенофонта было, возможно, первой в истории автобиографией, однако появилось оно под псевдонимом «Фемистоген Сиракузский». По-видимому, знаменитый афинянин не желал признавать своё авторство, так как книга воспринималась современниками как апология его собственных военных талантов и идей. Действительно, в сравнении с другими греческими вождями Ксенофонт в «Анабасисе» предстаёт идеалом рассудительности и предусмотрительности.

## Влияние
Прямой и лапидарный стиль изложения Ксенофонта снискал поклонников уже в античности. От этого текста идёт традиция античных авторов (перенятая и Цезарем) описывать собственные деяния в третьем лице. Полибий (Всеобщая история III 6, 9) полагал, что книга Ксенофонта вдохновила Александра Македонского на покорение Азии; того же мнения придерживался и Евнапий.
В элементарном курсе древнегреческого «Анабасису» отводилась та же роль, что «Запискам о галльской войне» при обучении латыни, — это были вводные тексты в литературу на соответствующем языке.
Многие поколения европейских подростков выросли на этом чтении. Характерно воспоминание С. Т. Аксакова из «Детских лет Багрова-внука»:

Я и теперь так помню эту книгу, как будто она не сходила с моего стола; даже наружность её так врезалась в моей памяти, что я точно гляжу на неё и вижу чернильные пятна на многих страницах, протёртые пальцем места и завернувшиеся уголки некоторых листов. Сражение младшего Кира с братом своим Артаксерксом, его смерть в этой битве, возвращение десяти тысяч греков под враждебным наблюдением многочисленного персидского воинства, греческая фаланга, дорийские пляски, беспрестанные битвы с варварами и, наконец, море — путь возвращения в Грецию — которое с таким восторгом увидело храброе воинство, восклицая: «Фалатта! Фалатта!» — всё это так сжилось со мною, что я и теперь помню всё с совершенной ясностью.
Упомянутый у Аксакова крик радости греческих воинов при виде моря стал крылатым выражением, цитируемым, как правило, на языке оригинала (по-русски чаще в транскрипции «Таласса! Таласса!»).

## Исторические реминисценции
- «Чешским анабасисом»[12] иногда называют эвакуацию чешского корпуса из России в 1918 году. Так же, как и гоплиты, чехи двигались по суше в противоположном от родины направлении, чтобы потом добраться домой морским путём[13].
- Во время операции «Динамо» после Дюнкеркской битвы лондонская газета The Times поместила на первой странице статью с заголовком «Анабасис», в которой сравнивала чаяния британских военных с ликующим криком греков при виде моря[14].

## Литературные реминисценции
Явные и скрытые аллюзии на «Анабасис» часто встречаются в произведениях мировой литературы.
- Стихотворение «Слава морю» с отсылками к Ксенофонту входит в сборник «Северное море» Генриха Гейне[15].
- Крик «Море! Море!» и произведение Ксенофонта не раз упомянуты в «Улиссе» Джойса[16].
- Глава книги Ярослава Гашека «Похождения бравого солдата Швейка», в которой Швейк, отстав от своего полка, «догоняет» его, двигаясь пешком в противоположном направлении, называется «Будейовицкий анабасис Швейка».
- Многие мотивы сочинения Ксенофонта использованы в романе Андре Нортон «Звёздная стража», где действие перенесено на планету Фронн, а земляне выполняют роль греческих наемников.
- В романе Михаила Шишкина «Венерин волос» пересказывается история «Анабасиса Кира».
- Многие сюжетные моменты, а также название романа Гарольда Койла «Десять тысяч», являются отсылкой к Ксенофонту. Действие происходит в альтернативном варианте Европы начала 1990-х годов и посвящено эвакуации американских войск из Германии, где к власти пришли неонацистские силы.
- Сюжет романа Сола Юрика «Воины» (The Warriors) и его одноимённой экранизации, снятой Уолтером Хиллом, повторяет «Анабасис Кира», перенося действие в Нью-Йорк 1960-х — 1970-х, в среду молодёжных уличных банд[17]. Помимо заимствованных у Ксенофонта основного сюжета и имен некоторых героев, в конце фильма между главарями «Воинов», прошедших долгий и трудный путь в свой район через весь ночной город, и преследовавшей их банды «Подонков» происходит диалог:

Swan: — Когда мы увидели океан, мы подумали, что теперь мы дома и свободны.
Luther: — На этот раз вы ошиблись.

## Ссылка
- Анабасис (перевод М. И. Максимовой).